# Кубок Кремля 1998
Кубок Кремля 1998 — тенісний турнір, що проходив на закритих кортах з килимовим покриттям спорткомплексу Олімпійський у Москві (Росія). Належав до World Series в рамках Туру ATP 1998 і 1-ї категорії в рамках Туру WTA 1998. Чоловічий турнір тривав з 9 до 15 листопада, а жіночий — з 20 до 25 жовтня 1998 року. Євген Кафельников і Марі П'єрс здобули титул в одиночному розряді.

## Фінальна частина

### Одиночний розряд, чоловіки
Євген Кафельников —  Горан Іванишевич 7–6(7–2), 7–6(7–5)
- Для Кафельникова це був 3-й титул за сезон і 17-й — за кар'єру.

### Одиночний розряд, жінки
Марі П'єрс —  Моніка Селеш 7–6, 6–3
- Для П'єрс це був 3-й титул за сезон і 11-й — за кар'єру.

### Men's Doubles
Джаред Палмер /  Джефф Таранго —  Євген Кафельников /  Даніель Вацек 6–4, 6–7, 6–2
- Для Палмера це був єдиний титул за сезон і 11-й — за кар'єру. Для Таранго це був єдиний титул за сезон і 6-й — за кар'єру.

### Парний розряд, жінки
Марі П'єрс /  Наташа Звєрєва —  Ліза Реймонд /  Ренне Стаббс 6–3, 6–4
- Для П'єрс це був 2-й титул за сезон і 5-й — за кар'єру. Для Звєрєвої це був 7-й титул за сезон і 77-й — за кар'єру.